# Бурчак Нестор Володимирович
Не́стор Володи́мирович Бурчак (* 27 липня 1931, Струтин — тепер Золочівського району Львівської області — † 1989) — ректор Луцького педагогічного інституту, громадський діяч, заслужений працівник вищої освіти УРСР, нагороджений орденами Трудового Червоного Прапора та «Знак Пошани».

## Коротка біографія
1953 року закінчив Львівський фінансово-економічний інститут по фаху економіст.
В 1954—1964 роках — старший викладач Луцького державного педінституту імені Лесі Українки.
1964 року захистив кандидатську дисертацію, працює доцентом.
1972 року очолює кафедру політекономії та філософії.
В 1980—1989 роках — ректор інституту. Помер від важкої хвороби.
Займався організацією освіти та вищої школи на Волині, піклувався про відкриття нових лабораторій та музеїв. Особливу увагу звертав на музеї Лесі Українки і Археології Волині.
Був головою правління обласної організації товариства «Знання».
Обирався депутатом Луцької міської і обласної рад.
У науковій царині працював над питаннями вдосконалення форм та методів використання трудових ресурсів й інтенсифікації сільськогосподарського виробництва.
Серед його праць:
- 1984 — «Проблеми розвитку Львівсько-Волинського промислового комплексу»,
- 1987 — «Агропромисловий комплекс адміністративного району (структура, функціонування, розвиток)».
- 1988 року брав участь у підготовці «Історії Волині з найдавніших часів».

В Луцьку існує вулиця Нестора Бурчака — навесні 2009 перейменовано колишню Некрасова. На корпусі університету всановлено горельєф його пам'яті. Ректор Волинського національного університету імені Лесі Українки Ігор Коцан зазначив: «Нестор Володимирович Бурчак, очолюючи Луцький педінститут, був ідеальним ректором для свого часу».
Дружина, Ольга Григорівна Бурчак — кандидат наук, донька — Наталія Несторівна Коцан — доктор географічних наук, син — Ігор Несторович Бурчак.